# Phytodietus antennator
Phytodietus antennator är en stekelart som beskrevs av Dmitriy R. Kasparyan 1993. Phytodietus antennator ingår i släktet Phytodietus och familjen brokparasitsteklar. Inga underarter finns listade i Catalogue of Life.